# SOS (たむらぱんの曲)
「SOS」は、日本の歌手、たむらぱんの楽曲で、5枚目のシングル。2010年7月21日にコロムビアミュージックエンタテインメントから発売。
表題曲は、フジテレビ系ドラマ『もやしもん』オープニングテーマ。同ドラマには、たむらぱん自身も、声優としてA.アワモリ役を演じている。カップリングの「ストーリーテラー」は、「ヒルサイドヴィラ シエル ヴェルト」CMソング。
通常盤と初回限定盤の二種リリース。初回限定盤には「SOS」のビデオクリップを収録したDVD付き。ジャケットも別絵柄となり、初回盤はもやしもん仕様、通常盤はたむらぱん仕様となる。収録曲にも違いがあり、初回限定盤には「マイホームタウン」、通常盤には「葉っぱの航海」がそれぞれ3曲目に収録されている。
ミュージック・ビデオ監督は森田淳也が担当。ビデオ内には、『もやしもん』の菌達が登場する。

## 収録内容

### CD
- 全作詞・作曲・編曲：田村歩美

1. SOS[4:20]
2. ストーリーテラー[5:12]
3. マイホームタウン（初回限定盤）[4:36]
4. 葉っぱの航海（通常盤）[4:13]

### 初回盤付属DVD
1. SOS (Music Video)

## 収録アルバム
オリジナル
- 『ナクナイ』 (#1,2)

サウンドトラック
- 『ドラマ もやしもん オリジナル・サウンドトラック』 (#1)